# Zehnblättrige Mentzelie
Die Zehnblättrige Mentzelie (Mentzelia decapetala) ist eine Pflanzenart aus der Gattung Mentzelia in der Familie der Blumennesselgewächse (Loasaceae).

## Merkmale
Die Zehnblättrige Mentzelie ist eine zweijährige oder ausdauernde Pflanze, die Wuchshöhen von 20 bis 130 Zentimeter erreicht. Die Blüten sitzen einzeln endständig an den Stängeln. Sie öffnen sich abends und sind wohlriechend. Die 10 Kronblätter sind weiß oder gelblich gefärbt, spitz und haben eine Länge von 4 bis 8 Zentimeter.
Blütezeit ist von August bis Oktober.
Die Chromosomenzahl beträgt 2n = 22.

## Vorkommen
Die Zehnblättrige Mentzelie kommt in den USA in den Rocky Mountains, Montana und Nord-Dakota bis Texas in Prärien und auf felsigen Hängen vor.

## Nutzung
Die Zehnblättrige Mentzelie wird selten als Zierpflanze für Freilandsukkulentenbeete genutzt.